# 14 Shades of Grey
14 Shades of Grey è il quarto album del gruppo musicale statunitense Staind, uscito il 20 maggio 2003 sotto l'etichetta della Flip/Elektra. Come il precedente Break the Cycle, è entrato direttamente al n. 1 nella classifica statunitense, rimanendovi per 43 settimane. Ha venduto oltre 2 milioni di copie nel mondo.

## Il disco
Dal punto di vista musicale, l'album appare più melodico rispetto ai lavori precedenti ad eccezione del primo singolo e traccia dell'album: Price to Play che rispecchia ancora le vecchie caratteristiche sonore e vocali del gruppo. Nella nuova direzione presa dal gruppo scompaiono quasi del tutto le grida e la rabbia, facendoli allontanare dal nu-metal. Questo cambiamento è visibile in molte canzoni che abbracciano temi molto delicati o più intimi per la band, come accade in Zoe Jane, canzone scritta da Aaron Lewis in onore della sua prima figlia. Gli Staind hanno inoltre composto una canzone dal titolo Layne, un omaggio al cantante Layne Staley degli Alice in Chains il quale è morto lo stesso giorno in cui è nata la figlia di Aaron Lewis, tra l'altro grande ammiratore di Layne.

## Tracce

### Edizione Standard
1. Price to Play – 3:36
2. How About You – 3:57
3. So Far Away – 4:04
4. Yesterday – 3:46
5. Fray – 5:04
6. Zoe Jane – 4:36
7. Fill Me Up – 4:24
8. Layne – 4:25
9. Falling Down – 3:55
10. Reality – 4:37
11. Tonight – 4:24
12. Could It Be – 4:43
13. Blow Away – 6:14
14. Intro – 4:28

#### Bonus DVD
CD 1
1. Price to Play – 3:36
2. How About You – 3:57
3. So Far Away – 4:04
4. Yesterday – 3:46
5. Fray – 5:04
6. Zoe Jane – 4:36
7. Fill Me Up – 4:24
8. Layne – 4:25
9. Falling Down – 3:55
10. Reality – 4:37
11. Tonight – 4:24
12. Could It Be – 4:43
13. Blow Away – 6:14
14. Intro – 4:28

CD 2
1. Homegrown (DVD)

### DVD Audio
1. Price to Play – 3:36
2. How About You – 3:57
3. So Far Away – 4:04
4. Yesterday – 3:46
5. Fray – 5:04
6. Zoe Jane – 4:36
7. Fill Me Up – 4:24
8. Layne – 4:25
9. Falling Down – 3:55
10. Reality – 4:37
11. Tonight – 4:24
12. Could It Be – 4:43
13. Blow Away – 6:14
14. Intro – 4:28
15. Homegrown (Video - Dietro Le Quinte)
16. DVD

## Singoli
- Price to Play
- So Far Away
- How About You
- Zoe Jane

## Classifiche
14 Shades of Grey ha scalato le classifiche mondiali, piazzandosi direttamente alla numero 1 della Billboard 200 degli Stati Uniti vendendo 220 000 copie in una sola settimana.
| Paese         | Posizione |
| ------------- | --------- |
| Australia     | 35        |
| Austria       | 32        |
| Canada        | 8         |
| Francia       | 57        |
| Germania      | 17        |
| Irlanda       | 24        |
| Italia        | 27        |
| Nuova Zelanda | 26        |
| Paesi Bassi   | 78        |
| Regno Unito   | 16        |
| Stati Uniti   | 1         |
| Svezia        | 30        |
| Svizzera      | 16        |

## Formazione
- Aaron Lewis - voce
- Johnny April - basso
- Jon Wysocki - batteria
- Mike Mushok - chitarra